# Ingansaari (ö i Norra Karelen, Joensuu, lat 62,63, long 30,30)
Ingansaari är en ö i Finland. Den ligger i sjön Uramo och i kommunen Joensuu i den ekonomiska regionen  Joensuu ekonomiska region  och landskapet Norra Karelen, i den sydöstra delen av landet, 400 km nordost om huvudstaden Helsingfors. Öns area är 2 hektar och dess största längd är 220 meter i sydväst-nordöstlig riktning.